# 西宮市立中央運動公園
西宮市立中央運動公園（にしのみやしりつちゅうおううんどうこうえん）は、兵庫県西宮市河原町にある公園、スポーツ施設である。

## 概要
公園は、JR西日本西宮駅から約1km、阪急電鉄西宮北口駅から約 1km の距離にある西宮市河原町に位置する。敷地の南側には国道171号が接道しており、中央体育館、武道場、多目的グラウンド、テニスコート、陸上競技場、遊具広場、児童公園が整備されている。敷地内には、西宮スポーツセンターも設置されている。有料駐車場は体育館前に92台、少し離れた中屋町に52台ある。
中央体育館は 1965年（昭和40年）竣工、陸上競技場は 1957年（昭和32年）竣工で老朽化が進行しているため、 2016年（平成28年）3月には「西宮中央運動公園及び中央体育館・陸上競技場等再整備基本構想」が公表された。2020年6月15日、新型コロナウイルスの影響により、西宮中央運動公園及び中央体育館・陸上競技場等再整備事業の入札が急遽中止された。事業の見送りの理由は、新型コロナウイルスの影響により、多額の財政支出と税収減少が見込まれ、財政状況の見通しによっては、後年度の財政負担が大きい未着手の事業の着手を見合わせるためとしている。

## 主な施設
- 市民グランド（陸上競技場）
- 野球場
- 西宮市立中央体育館
- テニスコート
- 西宮スポーツセンター

## アクセス
- 阪神西宮駅より、阪神バス・山手東廻り乗車、市民運動場前下車スグ
- 阪急西宮北口駅より、阪急バス・甲東園行き乗車、市民運動場前下車スグ
- 駐車場92台あり[3]